# Рон Уебстър
Вижте пояснителната страница за други личности с името Уебстър.
Рон Уебстър (на английски: Ron Webster) е бивш английски футболист, роден на 21 юни 1943 г. в Белпър. Прекарва цялата си кариера в Дарби Каунти, където играе на поста десен бек. Той е любимец на феновете не само заради лоялността си към отбора, но и заради себераздаването си многото спечелени единоборства. Дебютира за Дарби на 24 март 1962 г. при равенството 0:0 срещу Бери. Изиграва общо 455 мача за отбора, като само в четири от тях не започва като титуляр. Само Кевин Хектър има повече мачове за „овните“ - 486. След края на активната си състезателна кариера се присъединява към треньорския щаб на отбора. През 2009 г. феновете на Дарби го избират за най-добрия десен защитник в историята на клуба.

## Успехи
Дарби Каунти
- Първа английска дивизия:
  - Шампион: 1972
- Втора английска дивизия:
  - Шампион: 1969
- Купа на европейските шампиони:
  - Полуфиналист: 1973
- Тексако Къп:
  - Носител: 1972
- Уотни Къп:
  - Носител: 1970